# Leptogaster spinulosa
Leptogaster spinulosa är en tvåvingeart som beskrevs av Meijere 1914. Leptogaster spinulosa ingår i släktet Leptogaster och familjen rovflugor. Inga underarter finns listade i Catalogue of Life.